# Tourbière de Lispach
Tourbière de Lispach este o arie protejată (sit de importanță comunitară — SCI) din Franța întinsă pe o suprafață de 11 ha, integral pe uscat.

## Localizare
Centrul sitului Tourbière de Lispach este situat la coordonatele 48°03′14″N 6°56′40″E / 48.05389°N 6.94444°E.

## Înființare
Situl Tourbière de Lispach a fost declarat arie specială de conservare în baza directivei 92/43 din 1992 referitoare la conservarea habitatelor naturale și a faunei și florei sălbatice pentru a proteja 1 specie de animale.

## Biodiversitate
Situată în ecoregiunea continentală, aria protejată conține 4 habitate naturale: Fânețe montane, Lacuri și iazuri distrofice naturale, Turbării active, Mlaștini turboase de tranziție și turbării mișcătoare.
La baza desemnării sitului se află o specie protejată de  pești: zglăvoacă (Cottus gobio).
Pe lângă speciile protejate, pe teritoriul sitului au mai fost identificate 17 specii de plante, 1 specie de mamifere, 7 specii de nevertebrate.